# Моленбек-Сен-Жан
Моленбе́к-Сен-Жан (фр. Molenbeek-Saint-Jean), или Синт-Янс-Моленбек (нидерл. Sint-Jans-Molenbeek) — одна из 19 коммун, составляющих Брюссельский столичный округ королевства Бельгия. Расположен на северо-западе Брюсселя, площадь равна 5,89 км². 
В коммуне проживает почти 100 тыс. человек, плотность населения коммуны составляет более 16 тыс. чел./ км², что в два раза превышает среднебрюссельский показатель.
Как и другие районы Брюсселя, он официально двуязычный. Официальными в нём признаны французский, на котором говорит до 80 % населения, и нидерландский языки. 

## Население
Динамика численности:
- 1806 — 1632[источник не указан 2896 дней]
- 1880 — 41 737[источник не указан 2896 дней]
- 2000 — 71 219[7]
- 2001 — 72 381[7]
- 2002 — 74 662[7]
- 2003 — 76 177[7]
- 2004 — 78 087[7]
- 2005 — 78 520[7]
- 2006 — 79 877[7]
- 2007 — 81 632[7]
- 2008 — 83 674[7]
- 2009 — 85 735[7]
- 2010 — 88 181[7]
- 2011 — 91 733[7]
- 2012 — 93 893[7]
- 2013 — 94 653[7]
- 2014 — 94 854[7]
- 2015 — 95 576[7]
- 2016 — 96 586[7]
- 2017 — 96 629[7]

### Национальный и социальный состав
24,97 % жителей — иностранцы, преимущественно выходцы из исламских и африканских стран (Пакистан, Турция, Марокко и т. д.).
Уровень безработицы в нём достигает 31,51 %. 
Исламизм и терроризм
Несколько подозреваемых в терроризме жили в этой коммуне.
В 2015 году коммуна Моленбек получила международную известность в связи с парижскими терактами 13 ноября 2015 года, поскольку в ней жил подозреваемый в организации атаки Абдельхамид Абаауд.
18 марта 2016 года коммуна Моленбек снова попала в сводки мировых новостей, и снова из-за терроризма. В коммуне был задержан Салах Абдеслам — главный подозреваемый в организации ноябрьских терактов в Париже. Он являлся самым разыскиваемым человеком в Европе. При задержании террорист был ранен.